# Kregel
Kregel, ook wel geschreven als kriegel, is een bijvoeglijk naamwoord dat een gemoedstoestand uitdrukt.
Tegenwoordig worden zowel kregel als kriegel gebruikt. De betekenis is 'geïrriteerd, prikkelbaar, ontstemd, wrevelig of gepikeerd'.
In vroeger tijden was de eerdere betekenis gramstorig, knorrig of verdrietig. Een kregelkop werd in de negentiende eeuw gebruikt om een knorrepot aan te duiden. Het begrip wordt vooral in een vrij informele context gebruikt, vaak in een mondelinge conversatie. Het woord wordt zelden aangetroffen in geschreven teksten.